# محوطه خوراب یک
محوطه خوراب یک مربوط به هزاره سوم قبل از میلاد است و در شهرستان ایرانشهر، بخش بمپور شرقی، ۵۰۰ متری غرب شهرک شهید بهشتی واقع شده و این اثر در تاریخ ۳۰ بهمن ۱۳۸۶ با شمارهٔ ثبت ۲۱۱۶۱ به‌عنوان یکی از آثار ملی ایران به ثبت رسیده است.